# 우주작전전대
우주작전전대(영어: Space Operations Group)는 대한민국 공군의 우주공간에서의 작전 임무를 수행하는 지상 전대이다. 전자광학위성감시체계(EOSS)로 국군이 통제하는 인공위성에 대한 통제와 우주 물체를 감시한다.

## 역사
2019년 9월 1일, 항공우주작전본부 산하 우주작전대로 창설되었다. 우주작전상황실, 우주감시반, 정비지원반, 운영통제계반, 위성관제반의 5개 부서로 편성되었다.
2022년 12월 1일, 공군본부 산하 우주센터의 우주정보상황실, 항공정보단의 위성관제상황실을 이관받고 우주작전대대로 재편성되었다.
2024년 6월 30일, 전대로 재편성되었다. 공군기상단 산하 우주기상대가 전속하였다.

## 산하 조직

### 부서
- 우주감시반
- 위성관제상황실
- 정비반
- 운영통제계반

### 부대
- 전대 본부
- 우주기상대, 우주 기후 관측 및 예보
- 우주작전센터 (옛 우주작전상황실) - 경기도 오산 공군기지[5]

## 기록

### 소속
- 항공우주작전본부; 2019년

### 계보
- 2019년 9월, 우주작전대
- 2022년 12월 1일, 우주작전대대
- 2024년 6월 30일, 우주작전전대

## 같이 보기
- 항공우주작전본부
- 항공우주전투발전단

## 인용
1. ↑  “[단독] 부대는 창설, 망원경은 ‘먹통’… 軍, 위성감시체계 사업 차질”. 2020년 10월 14일. 2025년 3월 9일에 확인함.
2. ↑  강국진 (2022년 12월 1일). “이제는 우주시대, 공군 우주작전대대 창설”. 《서울신문》. 2023년 5월 6일에 확인함.
3. ↑  국방일보. “공군 우주작전전대 창설…적 도발원점 식별력 향상”. 2025년 3월 9일에 확인함.
4. ↑  국방일보. ““기상 전문부대로서 정확한 기상예측에 최선 다하길””. 2025년 3월 9일에 확인함.
5. ↑  “'공군 우주작전전대 우주작전센터 임무 현장은?'”. 뉴스1. 2025년 2월 13일. 2025년 3월 9일에 확인함.